# Visma Ski Classics 2019/2020
Visma Ski Classics 2019/2020 byl seriál dálkových závodů v běhu na lyžích během zimní sezony. Obhájci prvenství byli Andreas Nygaard a Britta Johanssonová Norgrenová.

## Závody
| Závod                  | Datum             | Délka trati | Město               | Země      |
| ---------------------- | ----------------- | ----------- | ------------------- | --------- |
| Livigno Pro Team Tempo | 29. listopad 2019 | 15 km       | Livigno             | Itálie    |
| Livigno Prologue       | 1. prosinec 2019  | 35 km       | Livigno             | Itálie    |
| La Venosta             | 14. prosinec 2019 | 34 km       | Val Venosta         | Itálie    |
| Kaiser Maximilian Lauf | 11. leden 2020    | 60 km       | Seefeld             | Rakousko  |
| La Diagonela Engadin   | 18. leden 2020    | 65 km       | Zuoz                | Švýcarsko |
| Marcialonga            | 26. leden 2020    | 70 km       | Trentino            | Itálie    |
| Toblach-Cortina        | 1. únor 2020      | 42 km       | Cortina d'Ampezzo   | Itálie    |
| Jizerská padesátka     | 9. únor 2020      | 50 km       | Bedřichov           | Česko     |
| Vasaloppet             | 1. březen 2020    | 90 km       | Sälen-Mora          | Švédsko   |
| Birkebeinerrennet      | 21. březen 2020   | 54 km       | Lillehammer         | Norsko    |
| Reistadløpet           | 28. březen 2020   | 50 km       | Setermoen-Bardufoss | Norsko    |
| Ylläs-Levi             | 8. dubna 2020     | 70 km       | Ylläs-Levi          | Finsko    |